# Nokesville
Nokesville is een plaats (census-designated place) in de Amerikaanse staat Virginia, en valt bestuurlijk gezien onder Prince William County.

## Demografie
Bij de volkstelling in 2000 werd het aantal inwoners vastgesteld op 1236.

## Geografie
Volgens het United States Census Bureau beslaat de plaats een oppervlakte van
24,5 km², geheel bestaande uit land. Nokesville ligt op ongeveer 55 m boven zeeniveau.

## Plaatsen in de nabije omgeving
De onderstaande figuur toont nabijgelegen plaatsen in een straal van 12 km rond Nokesville.